# Ismay (Montana)
Ismay es un pueblo ubicado en el condado de Custer en el estado estadounidense de Montana. En el Censo de 2010 tenía una población de 19 habitantes y una densidad poblacional de 17,63 personas por km².

## Geografía
Ismay se encuentra ubicado en las coordenadas 46°30′0″N 104°47′35″O / 46.50000, -104.79306. Según la Oficina del Censo de los Estados Unidos, Ismay tiene una superficie total de 1.08 km², de la cual 1.08 km² corresponden a tierra firme y (0%) 0 km² es agua.

## Demografía
Según el censo de 2010, había 19 personas residiendo en Ismay. La densidad de población era de 17,63 hab./km². De los 19 habitantes, Ismay estaba compuesto por el 100% blancos, el 0% eran afroamericanos, el 0% eran amerindios, el 0% eran asiáticos, el 0% eran isleños del Pacífico, el 0% eran de otras razas y el 0% pertenecían a dos o más razas. Del total de la población el 0% eran hispanos o latinos de cualquier raza.